# Lista de prefeitos de Portalegre (Rio Grande do Norte)
Esta é a lista de prefeitos de Portalegre, município brasileiro do estado do Rio Grande do Norte.
| Nº | Prefeito                              | Imagem                                 | Partido                   | Primeira-dama                         | Início de mandato      | Fim de mandato         | Vice-prefeito                     | Observações                   |
| -- | ------------------------------------- | -------------------------------------- | ------------------------- | ------------------------------------- | ---------------------- | ---------------------- | --------------------------------- | ----------------------------- |
| 1  | Vicente Rêgo Filho                    |                                        |                           | Ana Nunes do Rêgo                     | 1925                   | 1930                   | ―                                 | Prefeito nomeado              |
| 2  | Pedro de Alcântara Freitas            |                                        |                           | não encontrado                        | 1930                   | 1933                   | ―                                 | Prefeito nomeado              |
| 3  | Antônio de Freitas Nobre              |                                        |                           | não encontrado                        | 1933                   | 1935                   | ―                                 | Prefeito nomeado              |
| 4  | Raimundo Rodrigues Torres             |                                        |                           | não encontrado                        | 1935                   | 1937                   | ―                                 | Prefeito nomeado              |
| 5  | Manoel de Freitas Nobre               |                                        |                           | não encontrado                        | 1937                   | 1946                   | ―                                 | Prefeito nomeado              |
| 6  | José Fernandes Pimenta                |                                        |                           | não encontrado                        | 1946                   | 16 de abril de 1948    | ―                                 | Prefeito nomeado              |
| 7  | Vicente Rêgo Filho                    |                                        |                           | Ana Nunes do Rêgo                     | 16 de abril de 1948    | 31 de março de 1953    | Antônio Epifânio Ribeiro          | Prefeito e vice eleitos       |
| 8  | Antônio Martins Fernandes de Carvalho |                                        | UDN                       | Maria Edite Fernandes de Carvalho     | 31 de março de 1953    | 15 de novembro de 1957 | Gonçalo de Freitas Rêgo           | Prefeito e vice eleitos       |
| 9  | Gonçalo de Freitas Rêgo               |                                        | UDN                       | Maria Santa do Rêgo Leite             | 15 de novembro de 1957 | 31 de março de 1958    | ―                                 | Vice-prefeito eleito no cargo |
| 10 | Antônio Epifânio Ribeiro              |                                        |                           | Salustrina Holanda Campelo            | 31 de março de 1958    | 31 de março de 1963    | Antônio do Rêgo Leite             | Prefeito e vice eleitos       |
| 11 | Antônio do Rêgo Leite                 |                                        |                           | Lindalva de Freitas Fialho            | 31 de março de 1963    | 31 de janeiro de 1969  | não encontrado                    | Prefeito e vice eleitos       |
| 12 | Juraci de Albuquerque Nobre           |                                        | ARENA                     | não encontrado                        | 31 de janeiro de 1969  | 31 de janeiro de 1973  | José Maia de Lucena               | Prefeito e vice eleitos       |
| 13 | Francisco Wilson Rêgo                 |                                        | ARENA                     | não encontrado                        | 31 de janeiro de 1973  | 31 de janeiro de 1977  | não encontrado                    | Prefeito e vice eleitos       |
| 14 | Antônio Crisóstomo Cavalcante         |                                        | ARENA                     | Luzia da Costa Cavalcante             | 31 de janeiro de 1977  | 31 de janeiro de 1983  | Euclides Pereira de Souza         | Prefeito e vice eleitos       |
| 15 | Antônio Nunes Rêgo                    |                                        |                           | não encontrado                        | 31 de janeiro de 1983  | 31 de dezembro de 1988 | Raimundo de Freitas Nobre         | Prefeito e vice eleitos       |
| 16 | Elpídio de Souza Rêgo                 |                                        | PFL                       | não encontrado                        | 1º de janeiro de 1989  | 31 de dezembro de 1992 | Euclides Pereira de Souza         | Prefeito e vice eleitos       |
| 17 | Antônio Nunes Rêgo                    |                                        |                           | não encontrado                        | 1º de janeiro de 1993  | 31 de dezembro de 1996 | não encontrado                    | Prefeito e vice eleitos       |
| 18 | Euclides Pereira de Souza             |                                        | PMDB                      | não encontrado                        | 1º de janeiro de 1997  | 31 de dezembro de 2000 | Lecy Carvalho de Paiva Cavalcante | Prefeito e vice eleitos       |
| 19 | Manoel de Freitas Neto                |                                        | PP                        | Maria Vagna Bezerra Lucena            | 1º de janeiro de 2001  | 31 de dezembro de 2004 | não encontrado                    | Prefeito e vice eleitos       |
| 20 | Euclides Pereira de Souza             |                                        | PMDB                      | Antônia Pereira de Souza              | 1º de janeiro de 2005  | 31 de dezembro de 2008 | Luiz Carlos Tertulino de Freitas  | Prefeito e vice eleitos       |
| 20 | Euclides Pereira de Souza             | Laura Luana Brunet de Oliveira Freitas | PMDB                      | Antônia Pereira de Souza              | 1º de janeiro de 2005  | 31 de dezembro de 2008 | Prefeito reeleito e vice eleita   |                               |
| 21 | Manoel de Freitas Neto                |                                        | PP                        | Maria Vagna Bezerra Lucena            | 1º de janeiro de 2013  | 31 de dezembro de 2020 | José Edson de Paiva               | Prefeito e vice eleitos       |
| 21 | Manoel de Freitas Neto                | Ecimar Pereira Carlos                  | PP                        | Maria Vagna Bezerra Lucena            | 1º de janeiro de 2013  | 31 de dezembro de 2020 | Prefeito reeleito e vice eleito   |                               |
| 22 | José Augusto de Freitas Rêgo          |                                        | DEM                       | Maria Marquire Dantas de Freitas Rêgo | 1º de janeiro de 2021  | até a atualidade       | Emanuel Messias Lopes Cavalcante  | Prefeito e vice eleitos       |
| 22 | José Augusto de Freitas Rêgo          | UNIÃO                                  | Prefeito e vice reeleitos | Maria Marquire Dantas de Freitas Rêgo | 1º de janeiro de 2021  | até a atualidade       | Emanuel Messias Lopes Cavalcante  |                               |